# Pétrel (schip, 1976)

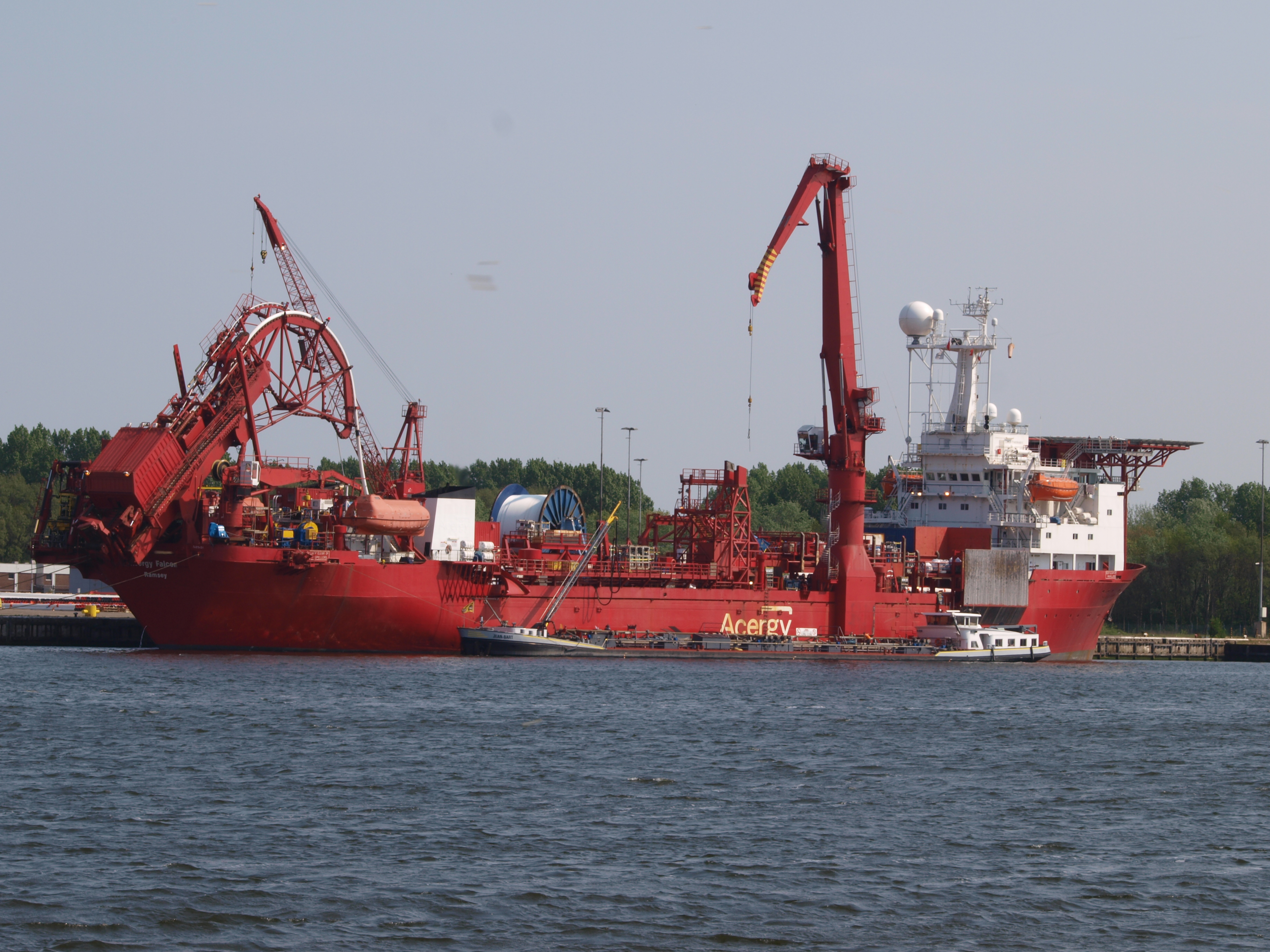
Als Acergy Falcon in 2011 in Velsen

De Pétrel was een boorschip gebouwd in Schiedam door IHC Gusto voor het Belgische Offshore Europe. Het was een van een serie van tien boorschepen van de Pélican-klasse uitgerust met een dynamisch positioneringssysteem. IHC had daarvoor al de Pélican en de Havdrill opgeleverd.
In 1993 werd het op de Filipijnen bij omgebouwd tot de kabellegger Enterprise. Stolt Comex Seaway nam het schip over in 1995 en doopte het Seaway Falcon en breidde het uit tot pijpenlegger. In 2006 veranderde de naam van het bedrijf in Acegy en daarmee de scheepsnaam naar Acergy Falcon. In 2011 werd het schip gekocht door GSP en werd de naam GSP Falcon.